# 維納斯線紋脂鯉
維納斯線紋脂鯉（学名：Nematocharax venustus）為輻鰭魚綱脂鯉目脂鯉亞目脂鯉科的其中一個種。分布於南美洲Jequitinhonha河流域，體長可達5.1公分，棲息在底中層水域，生活習性不明。
其种加词“venustus”意为罗马神话中美的女神“维纳斯”。